# 布雷西洛夫冰原島峰
66°42′S 52°24′E / 66.700°S 52.400°E
布雷西洛夫冰原島峰是南極洲的冰原島峰，位於恩德比地，處於莫里森山以北11公里，以俄羅斯的極地探險家命名，現時由南極條約體系管理。